# Tapetum
Tapetum (łac.), tkanka wyściełająca – tkanka roślinna, tworząca warstwę komórek otaczających tkankę zarodnikotwórczą (archespor) w zarodniach wielu paprotników oraz w woreczku pyłkowym roślin nasiennych.
U paprotników pełni funkcję tkanki odżywczej wyścielającej zarodnie. Składa się z dwóch warstw komórek, które rozkładają się w czasie rozwoju zarodników.
U nasiennych jest tkanką bogatą w substancje odżywcze, wyściełająca mikrosporangium, czyli wnętrze woreczka pyłkowego. Odżywia tkankę zarodnikotwórczą, dojrzewające ziarna pyłku. Wraz z rozwojem ziaren pyłku tapetum zanika.